# Judo na Letních olympijských hrách 1980 – muži – superlehká váha
Zápasy v judu na XXII. Letních olympijských hrách v kategorii superlehkých vah mužů proběhly v Moskvě, 1. srpna 1980.

## Finále
| Finále           |             |
| ---------------- | ----------- |
| Rafael Rodríguez | Thierry Rey |
| Thierry Rey      | Thierry Rey |

## Opravy / O bronz
Do oprav se dostali judisté, kteří během turnaje prohráli svůj zápas s jedním ze dvou finalistů.
| opravy              | opravy             | o bronz            |               |
| ------------------- | ------------------ | ------------------ | ------------- |
| Sihad Kejruz        | Samir El-Nadžar    | John Holliday      | Tibor Kincses |
| Samir El-Nadžar     | Samir El-Nadžar    | John Holliday      | Tibor Kincses |
|                     | John Holliday      | John Holliday      | Tibor Kincses |
|                     |                    | Tibor Kincses      | Tibor Kincses |
| Reino Fagerlund     | Reino Fagerlund    | Pavel Petřikov st. | Aramby Emiž   |
| João Paulo Mendonça | Reino Fagerlund    | Pavel Petřikov st. | Aramby Emiž   |
|                     | Pavel Petřikov st. | Pavel Petřikov st. | Aramby Emiž   |
|                     |                    | Aramby Emiž        | Aramby Emiž   |

## Pavouk
|   | 1/32                  | 1/16                | čtvrtfinále        | semifinále       | finále           |
| - | --------------------- | ------------------- | ------------------ | ---------------- | ---------------- |
| A | Rafael Rodríguez      | Rafael Rodríguez    | Rafael Rodríguez   | Rafael Rodríguez | Rafael Rodríguez |
| A | Sihad Kejruz          | Rafael Rodríguez    | Rafael Rodríguez   | Rafael Rodríguez | Rafael Rodríguez |
| A | Charles Chibwe        | Samir El-Nadžar     | Rafael Rodríguez   | Rafael Rodríguez | Rafael Rodríguez |
| A | Samir El-Nadžar       | Samir El-Nadžar     | Rafael Rodríguez   | Rafael Rodríguez | Rafael Rodríguez |
| A | John Holliday         | John Holliday       | John Holliday      | Rafael Rodríguez | Rafael Rodríguez |
| A | Alberto Francini      | John Holliday       | John Holliday      | Rafael Rodríguez | Rafael Rodríguez |
| A | Spyros Spyru          | Spyros Spyru        | John Holliday      | Rafael Rodríguez | Rafael Rodríguez |
| A | Mamodaly Ashikhoussen | Spyros Spyru        | John Holliday      | Rafael Rodríguez | Rafael Rodríguez |
| B | Luiz Shinohara        | Luiz Shinohara      | Tibor Kincses      | Tibor Kincses    | Rafael Rodríguez |
| B | Boubacar Sow          | Luiz Shinohara      | Tibor Kincses      | Tibor Kincses    | Rafael Rodríguez |
| B | Ali Mohamed           | Tibor Kincses       | Tibor Kincses      | Tibor Kincses    | Rafael Rodríguez |
| B | Tibor Kincses         | Tibor Kincses       | Tibor Kincses      | Tibor Kincses    | Rafael Rodríguez |
| B | Rafael González       | Ko Hjong            | Ko Hjong           | Tibor Kincses    | Rafael Rodríguez |
| B | Ko Hjong              | Ko Hjong            | Ko Hjong           | Tibor Kincses    | Rafael Rodríguez |
| B | volný los             | Ronny Sanabria      | Ko Hjong           | Tibor Kincses    | Rafael Rodríguez |
| B | volný los             | Ronny Sanabria      | Ko Hjong           | Tibor Kincses    | Rafael Rodríguez |
| C | Reino Fagerlund       | Thierry Rey         | Thierry Rey        | Thierry Rey      | Thierry Rey      |
| C | Thierry Rey           | Thierry Rey         | Thierry Rey        | Thierry Rey      | Thierry Rey      |
| C | João Paulo Mendonça   | João Paulo Mendonça | Thierry Rey        | Thierry Rey      | Thierry Rey      |
| C | Marian Donat          | João Paulo Mendonça | Thierry Rey        | Thierry Rey      | Thierry Rey      |
| C | Ibrahim Camara        | Pavel Petřikov st.  | Pavel Petřikov st. | Thierry Rey      | Thierry Rey      |
| C | Pavel Petřikov st.    | Pavel Petřikov st.  | Pavel Petřikov st. | Thierry Rey      | Thierry Rey      |
| C | volný los             | Marcel Burkhard     | Pavel Petřikov st. | Thierry Rey      | Thierry Rey      |
| C | volný los             | Marcel Burkhard     | Pavel Petřikov st. | Thierry Rey      | Thierry Rey      |
| D | Aramby Emiž           | Aramby Emiž         | Aramby Emiž        | Aramby Emiž      | Thierry Rey      |
| D | Josef Reiter          | Aramby Emiž         | Aramby Emiž        | Aramby Emiž      | Thierry Rey      |
| D | Ahmed Musa            | Ahmed Musa          | Aramby Emiž        | Aramby Emiž      | Thierry Rey      |
| D | Habib Sissoko         | Ahmed Musa          | Aramby Emiž        | Aramby Emiž      | Thierry Rey      |
| D | Arpád Szabó           | Reinhardt Arndt     | Jandžmágín Dordž   | Aramby Emiž      | Thierry Rey      |
| D | Reinhardt Arndt       | Reinhardt Arndt     | Jandžmágín Dordž   | Aramby Emiž      | Thierry Rey      |
| D | volný los             | Jandžmágín Dordž    | Jandžmágín Dordž   | Aramby Emiž      | Thierry Rey      |
| D | volný los             | Jandžmágín Dordž    | Jandžmágín Dordž   | Aramby Emiž      | Thierry Rey      |